# L'amore medico
L'amore medico è una commedia-balletto scritta da Molière, con musiche del celebre compositore Jean-Baptiste Lully. Fu rappresentata per la prima volta alla corte di Luigi XIV il 14 settembre del 1665.
Si tratta di una rivisitazione de Il medico volante ritenuta la prima commedia di Molière, composta vent'anni prima di questa.

## Trama
L'amore medico narra della vicenda di Sganarelle e sua figlia Lucinde. All'inizio dell'opera Sganarelle cerca di risollevare di morale la figlia che pare essere entrata in uno stato di depressione. Quando il padre scopre che Lucinde si trova in quelle condizioni perché vuole sposare un giovane di nome Clitandre, va su tutte le furie e si rifiuta di acconsentire al matrimonio. A questo punto entra in scena l'arguta serva di casa, Lisette, che tende un tranello a Sganerelle: Lucinde finge di essere malata, e subito il padre preoccupato fa accorrere cinque medici, i quali, una volta giunti, annunciano che Lucinde è in fin di vita. L'atto terzo si apre con l'arrivo di Clitandre, che a sua volta finge di essere medico, sempre secondo le disposizioni della furba Lisette. Il giovane ragazzo informa Sganarelle che la figlia soffre di una terribile depressione e che solo un matrimonio potrebbe farla guarire. Allora lo stesso Clitandre dice al padre della giovane ragazza di volerle far credere di essere sposato con lui, così da farla riprendere; fa firmare a Sganarelle un contratto di matrimonio, che questi crede essere falso, ed esce di scena con la fanciulla. Solo alla fine Lisette informa il suo padrone del tranello.

## La satira del medico
Nell'Amore medico compaiono addirittura cinque dottori, tutti oggetto di satira da parte di Molière. I nomi, del tutto fittizi, celano medici realmente esistiti a quel tempo: Des Fonandrès ad esempio ricorda De Fougerais, uno dei medici più in vista di Parigi, Macroton imita la parlata lenta del medico della regina, Filerin ricorda il dottor Yvelin, Bays richiama al medico del duca di Orléans e Tomès è invece uno degli otto medici del re, il dottor D'Aquin (il quale era anche padrone della casa dove Molière abitava e poco prima aveva sfrattato il commediografo). Molière aveva fatto in modo che le maschere dello spettacolo fossero chiaramente riconducibili ai volti di questi medici.
La medicina, ancora una volta nelle commedie di Molière, appare debole e inconcludente; dinanzi al letto di Lucinde che finge, i dottori emettono varie diagnosi (tutte sbagliate), litigano tra di loro (parlando anche di argomenti non medici) e improvvisano le solite terapie, tra salassi e purghe.